# Shake (Little Boots-dal)
A Shake Little Boots énekesnő első kislemeze második albumáról. A számot Boots és Ellis James szerezte, producere utóbbi volt. Az Egyesült Királyságban 2011. november 11-én jelent meg.

## Háttér
A Shake 2011. november 11-én debütált a BBC Radio 1 műsorán, Boots Shake Until Your Heart Breaks mixtape-jét követve. Online 2011 októberében jelent meg.

## Számlista és formátumok
- Brit digitális letöltés[4]

1. Shake – 6:19

- Brit limitált 12" kislemez[5]

A1. Shake
A2. Shake (Acapella)
B1. Shake (Original Dub)
B2. Shake (Instrumental)

## Slágerlistás helyezések
| Kislemezlista (2011)   | Legjobb helyezés |
| ---------------------- | ---------------- |
| UK Dance Singles lista | 37               |

## Megjelenések
| Ország             | Dátum              | Kiadó       | Formátum           |
| ------------------ | ------------------ | ----------- | ------------------ |
| Egyesült Királyság | 2011. november 11. | 679 Artists | Digitális letöltés |
| Egyesült Királyság | 2011. november 12. | 679 Artists | 12" kislemez       |

## Fordítás
Ez a szócikk részben vagy egészben  a   Shake (Little Boots song című angol Wikipédia-szócikk fordításán alapul.  Az eredeti cikk szerkesztőit annak laptörténete sorolja fel. Ez a jelzés csupán a megfogalmazás eredetét és a szerzői jogokat jelzi, nem szolgál a cikkben szereplő információk forrásmegjelöléseként.